# Kósa Ferenc (esperes)
Kósa Ferenc (Szilas, 1928. február 18. – Szeged, 2011. április 28.) magyar esperes.

## Élete
Kósa Vendel földműves és Kasza Margit háztartásbeli gyermekeként született. Összesen heten voltak testvérek, Kósa Ferenc hatodikként jött a világra. Az elemi iskolát szülőfalujában végezte, ezután Komáromban folytatta tanulmányait a polgári iskolában. Mivel az első bécsi döntésnek köszönhetően a Csallóköz visszatérhetett Magyarországhoz, 1944 őszétől a győri Gépipari Iskolában tanult szakmát.
1945 januárjában a győri gyűjtőtáborba vitték katonának, ahonnan augusztusban került haza szülőfalujába. 1946 és 1948 között a csehszlovák elnyomás miatt csak a földet művelhette otthon. 1948-as kitelepítés alatt ő is elhagyta Csehszlovákiát. Kőszegen jelentkezett verbitának. Kiskunfélegyházára irányították a Szent István Missziósházba, ahol a késői hivatásokat képezték, magántanulóként kezdte meg gimnáziumi tanulmányait.
Szegeden tanult teológiát, ahol 1957. június 16-án pappá szentelték. Kápláni minőségben lelkipásztorkodott Zákányszéken (1957–59), Mezőhegyesen (1959–61), Ásotthalmon (1961–69), Szőregen (1969–71), valamint Balástyán és Szatymazon (1971–73), majd adminisztrátorként működött Domaszéken (1973–74). Ezután Deszk (1974–86), majd Ásotthalom (1986–2010) plébánosa volt.
1980-ban püspöki tanácsos lett, majd négy évig szolgált esperesként. Bár lelkesen ápolta a kapcsolatot az Isteni Ige Társaságának tagjaival, a politikai helyzet miatt nem lehetett annak jogilag is tagja. 1984-ben a társaság emiatt Szántó János novíciusmester vezetése alatt illegális noviciátust szervezett négy korábbi növendéknek, közöttük Kósa Ferenc atyának. 1985-ben első, 1988-ban pedig örök fogadalmat tettek. Így teljesülhetett eredeti vágya, hogy verbita missziós szerzetes pap legyen. Az 1992-ben megválasztották a magyar rendtartomány tanácsának tagjává, ezt a tisztséget 1998-ig viselte.
2010-ben ment nyugdíjba, Kőszegre került, de kérésére a Tartományi Tanács megengedte, hogy Ásotthalmon maradhasson, míg az új plébánost a helyi körülményekkel megismerteti. Ekkor kezdett rohamosan romlani az állapota, majd miután keringési panaszokkal a szegedi kórházba szállították, rövid átmeneti javulás után 2011. április 28-án meghalt.